# Wypadek autobusu w Jalaun
Wypadek autobusu w Jalaun – wypadek drogowy, który miała miejsce 17 lutego 2010 roku nad rzeką Jamuna w indyjskim stanie Uttar Pradesh, około 200 kilometrów od miasta Lucknow. Około północy (czasu miejscowego), mocno przeciążony autobus wiozący 70 pasażerów wracających z wesela, uległ wypadkowi wypadając z mostu w dół rzeki Jamuna. W jego wyniku zginęły 22 osoby, a 13 osób wciąż nie odnaleziono. Na miejscu przez kilka godzin trwała akcja ratownicza.